# Steuerdistrikt
Ein Steuerdistrikt war eine Verwaltungseinheit in Bayern, die hierarchisch unterhalb der Landgerichte eingeordnet war. Die Steuerdistrikte wurden im Zuge der Verwaltungsreform im Königreich Bayern durch eine Verordnung vom 13. Mai 1808 geschaffen. Die Aufgabe der Steuerdistrikte war unter anderem, die Vermessung des ganzen Staatsgebietes zu unterstützen, Flurnummern zu verteilen und den Wert der Grundstücke zu ermitteln, was Voraussetzung für eine einheitliche Besteuerung war.

## Hintergrund
Historische Vorläufer der Steuerdistrikte als unterste Verwaltungseinheiten in Bayern waren die 1803 aufgelösten Obmannschaften.
Bayern war das erste Land Europas, das exakt vermessen wurde (→ Bayerische Uraufnahme). Ursache dafür waren die territorialen Umwälzungen, die die napoleonischen Kriege mit sich brachten. Bayerns Staatsgebiet wuchs allein im Jahr 1805 durch die Eingliederung von schwäbischen und fränkischen Gebieten sowie von Tirol um mehr als das Doppelte – von 40.737 auf 96.889 Quadratkilometer – an. Die Eingliederungen dieser Gebiete führten dazu, dass in Bayern 114 verschiedene Grundsteuerarten existierten. Ziel des Reformwerks von Maximilian von Montgelas war es, diesen Flickenteppich aus Rechten und Traditionen zu einem Gesamtstaat zusammenzufügen und so regierbar zu machen. Eine der Voraussetzungen dafür war die exakte Vermessung des Landes. Neben einer Bestandsaufnahme der Beschaffenheit des Landes war für den bayerischen Kurfürst und späteren König Maximilian Joseph und seine Beamten vor allem die Vermessung von Flächen zur Ermittlung von Grund- und Gebäudesteuern wichtig.
1807 wurde die Steuerbefreiung für Kirche und Adel im Königreich Bayern aufgehoben. In einer Verordnung vom 13. Mai 1808 ersetzte das so genannte Steuerprovisorium einige verschiedene Steuerarten durch vier direkte Steuern: Grund- oder Rustikalsteuer, Haus-, Dominikal- und Gewerbesteuer. Zur Steuererhebung wurden die Steuerdistrikte unterhalb der Landgerichte geschaffen. Die Steuern wurden von den Rentämtern, die in jedem Landgerichtsbezirk gebildet wurden, eingezogen. Nahezu zeitgleich wurden die Ruralgemeinden auf dem Land als den Landgerichten nachgeordnete Verwaltungsstellen als öffentliche, mit eingeschränkter Rechtsfähigkeit ausgestattete Körperschaften eingerichtet, die mit dem Gemeindeedikt von 1818 dann auch gewisse Selbstverwaltungsrechte erhielten.
1833 wurden die Steuerdistrikte aufgehoben, da nun die Ruralgemeinden zugleich auch Steuergemeinden waren.